# Ocotea bullata
Espèce
Ocotea bullata ou l’arbre malodorant (Afrikaans : Stinkhout, Xhosa : Umhlungulu, Zoulou: Umnukane, Anglais: stinkwood) est une espèce de plantes à fleurs de la famille des Lauraceae, originaire d'Afrique du Sud.

## Description
C'est un arbre.

## Utilisation
Le bois d'Ocotea bullata est qualifié de lourd (densité à l'état vert: 1 090 g/m3, densité à l'état sec, dry weight: 755 kg/m3) stable et durable.
Le bois d'Ocotea bullata convient aux meubles de grande valeur, aux armoires, aux lambris, aux objets décoratifs, à la sculpture et au tournage. Dans le passé, il a été utilisé pour la construction de wagons et de bateaux, les traverses de chemin de fer, la menuiserie et les outils agricoles. Le brick de George Rex, le « Knysna », a été construit presque entièrement en Stinkwood et le slipway lui-même était de la même essence .